# كريم بلعربي

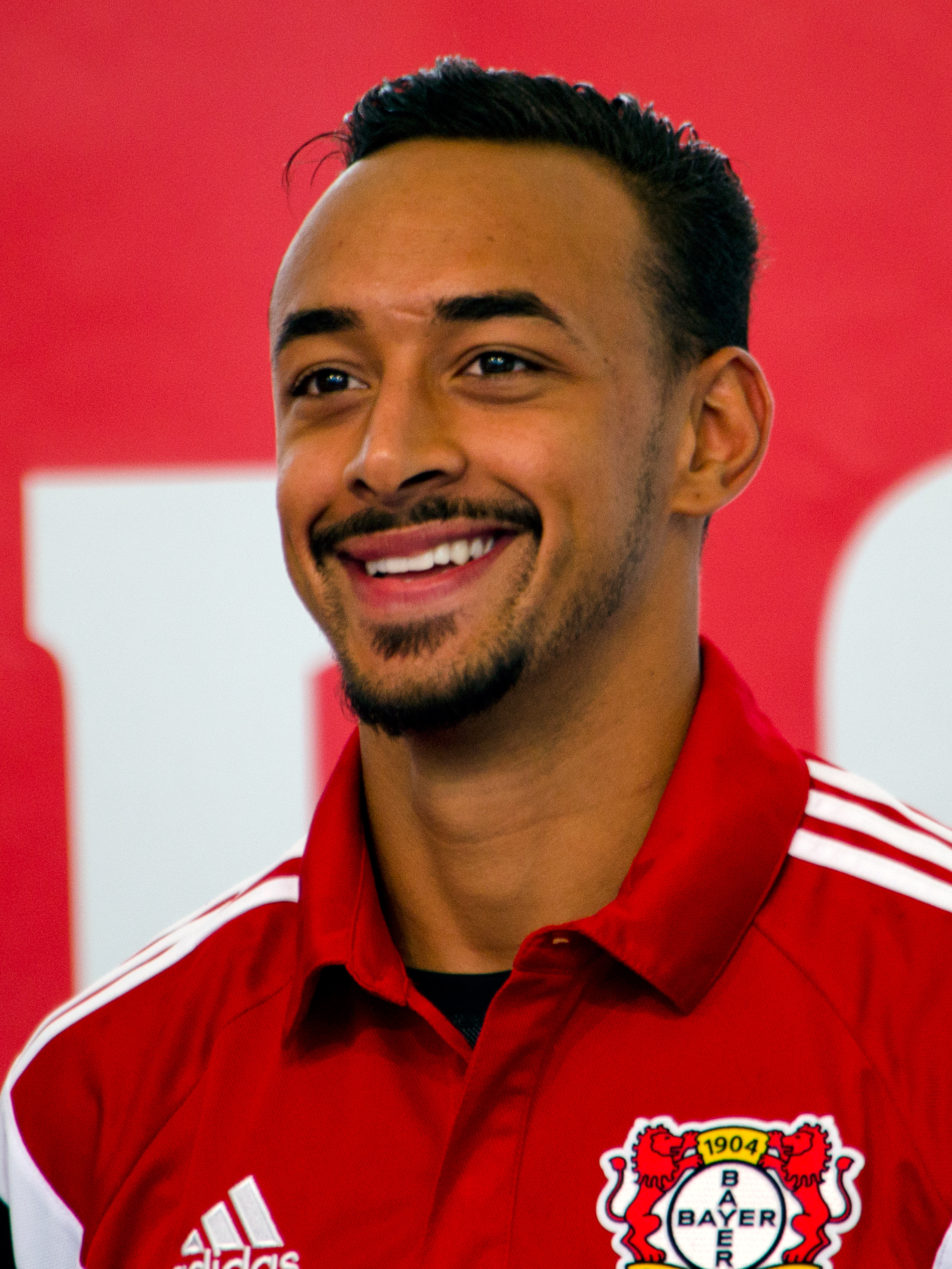
كريم بالعربي عام 2014م

كريم بلعربي (مواليد 8 أبريل 1990 ببرلين) لاعب كرة قدم يحمل الجنسيتين الألمانية والمغربية يلعب لنادي باير ليفركوزن منذ 2011

## النشأة
ولد في برلين الغربية، من أب مغربي وأم ألمانية، وقد انطلق مشواره الاحترافي عام 2008 مع نادي آينتراخت براونشفايغ والذي سجل له 8 أهداف في 38 مباراة لينتقل بعد ذلك في سنة 2011 إلى نادي باير ليفركوزن والذي شارك معه في 22 مباراة فقط خلال موسمين وسجل 4 أهداف الشي الذي جعل ليفركوزن يعيره إلى ناديه الأصلي آينتراخت براونشفايغ موسم 2013–2014 حيث لعب له 26 مباراة سجل فيها 3 أهداف وفي صيف 2014 عاد إلى فريقه بايرن ليفركوزن كي ينافس على رسميته

## أسرع هدف في تاريخ البونديسليغا
سجل لاعب فريق باير ليفركوزن، الجناح المغربي كريم بلعربي يوم السبت 23 أغسطس 2014 أسرع هدف في تاريخ الدوري الألماني، وذلك في شباك بروسيا دورتموند بعد مضي 9 ثوان فقط، في الجولة الأولى من البطولة. وحطم بلعربي بذلك الرقم القياسي المسجل باسم مهاجم بايرن ميونخ السابق، البرازيلي جيوفاني إيلبر عام 1998 حين هز شباك هامبورغ بعد 11 ثانية

## المسيرة الدولية
لم يستقر كريم في الأول على هوية المنتخب الذي سيمثله دولياً في فئة الكبار حيث كان مطمعاً أساسي للمنتخب المغربي وبدرجة أقل المنتخب الألماني الذي يلعب في فئة شبابه إضافة لكونه لعب له أيضاً في فئة أقل من 20 عاماً، لكنه مؤخرا اختار المنتخب الألماني و قد استدعاه مدرب المنتخب الألماني يواكيم لوف بعد نهائيات كاس العالم 2014

## روابط خارجية
- كريم بلعربي على موقع الاتحاد الأوربي (الإنجليزية)
- كريم بلعربي على موقع قاعدة بيانات كرة القدم.إي يو (الإنجليزية)
- كريم بلعربي على موقع بيانات كرة القدم. دي إي (الألمانية)
- كريم بلعربي على موقع ناشيونال فوتبول تيمز (الإنجليزية)
- كريم بلعربي على موقع Soccerbase.com (لاعب) (الإنجليزية)
- كريم بلعربي على موقع Soccerway.com (الإنجليزية)
- كريم بلعربي على موقع عالم كرة القدم.نت (الإنجليزية)
- كريم بلعربي على موقع AS.com (الإسبانية)